# ارغنون (نشریه)
فصلنامهٔ ارغنون از نشریات دربارهٔ فلسفه و علم کلام، ادبیات و نقد ادبی، و فرهنگ و علوم انسانی بوده‌است. ۲۷ شماره از این مجله در ۲۲ مجلد به طبع رسیده‌است. این فصل‌نامه از بهار ۱۳۷۳ تا سال ۱۳۸۳ منتشر می‌شد و از سال ۱۳۹۳ انتشارش از سر گرفته شد.
ارغنون به قصد تمهید مقدمه‌ای مناسب برای شناخت و نقد فرهنگ معاصر در غرب، از طریق گزینش واقع‌بینانهٔ متون طراز اول در حوزه‌های فلسفی و ادبی و فرهنگی و ترجمه و احیاناً شرح و نقد آن‌ها که در موارد اندکی تالیفاتی از نویسندگان ایرانی نیز در برخی شماره‌های آن وجود دارد. هر شماره از ارغنون حول محور یک موضوع خاص منتشر می‌شد. ارغنون سهم بسیار مهمی در معرفی فلسفه و اندیشهٔ مدرن در ایران داشته‌است.
نایاب شدن بسیاری از شماره‌های ارغنون و مراجعات مکرر پژوهشگران و به ویژه دانشجویان برای دریافت آن‌ها، تجدید چاپ نشریه را ضروری می‌نمود. در آستانهٔ یازدهمین سال انتشار مجله ارغنون، ۱۳۸۳، این امر تحقق پذیرفت. در این بازچاپ، آنچه تغییر کرده، تنها صورت کار است که بیشتر به کتاب می‌ماند؛ و محتوای آن تغییری نکرده‌است. همچنین برای مزید استفادهٔ محققان، فهرستی از اعلام و اصطلاحات و دیگر کلیدواژه‌های مهم به پایان هر مجلد افزوده شده‌است.
عنوان ارغنون به پیش‌نهاد حمید محرمیان معلم برای نشریه برگزیده شده‌است.

## دوره جدید
در تابستان ۱۳۹۳ مجلدی از نشریه‌ای منتشر شد با عنوان «فصلنامه فلسفی، ادبی، فرهنگی ارغنون». این مجلد، با ذکر «دوره جدید شماره ۱ و ۲» بر روی جلد، حاوی مقالاتی دربارهٔ ارادهٔ آزاد بود و همراه بود با مقدمه‌ای با عنوان «داستان ارغنون» به قلم احمد مسجدجامعی. پس از انتقادهایی در مورد کیفیت ویرایش، چند ماه بعد ویراست دومی از آن منتشر شد (ظاهراً نسخه‌های ویراست اول جمع‌آوری شد). در این مجلد انتشار شماره‌هایی در مورد زیبایی و خشونت آگهی شده بود، اما تا پاییز ۱۳۹۵ هنوز مجلد دیگری انتشار نیافته‌است.

## مشخصات

### شورای نویسندگان[۴]
این مجله به مدیر مسئولی احمد مسجدجامعی، در مرکز مطالعات و تحقیقات فرهنگی معاونت امور فرهنگی وزارت فرهنگ و ارشاد اسلامی تهیه می‌شد.
بنیان‌گذاران و شورای ثابت نویسندگان و ویراستاران به ترتیب حروف الفبا:
- یوسف اباذری
- حسین پاینده
- مراد فرهادپور
- علی مرتضویان

### شماره‌ها
- شمارهٔ ۱: فرهنگ و تکنولوژی
- شمارهٔ ۲: رمانتیسم
- شمارهٔ ۳: مبانی نظری مدرنیسم
- شمارهٔ ۴: نقد ادبی
- شمارهٔ ۵،۶: الهیات جدید
- شمارهٔ ۷،۸: فلسفه تحلیلی
- شمارهٔ ۹،۱۰: دربارهٔ رمان
- شمارهٔ ۱۱،۱۲: مسائل مدرنیسم و مبانی پست مدرنیسم
- شمارهٔ ۱۳: نوسازی
- شمارهٔ ۱۴: دربارهٔ شعر
- شمارهٔ ۱۵: عقلانیت
- شمارهٔ ۱۶: فلسفهٔ اخلاق
- شمارهٔ ۱۷: مسائل نظری فرهنگ
- شمارهٔ ۱۸: نظریهٔ سیستم‌ها
- شمارهٔ ۱۹: فرهنگ و زندگی روزمره (۱)
- شمارهٔ ۲۰: فرهنگ و زندگی روزمره (۲)
- شمارهٔ ۲۱: روانکاوی (۱)
- شمارهٔ ۲۲: روانکاوی (۲)
- شمارهٔ ۲۳: نظریه فیلم
- شمارهٔ ۲۴: جهانی شدن
- شمارهٔ ۲۵: داستان‌های عامه پسند
- شمارهٔ ۲۶،۲۷: مرگ